# Kaj Eskelinen
Kaj Matti Juhani Eskelinen (Gotemburgo, 21 de febrero de 1969) es un ex futbolista sueco que jugaba como centrocampista y delantero. Fue el máximo goleador de la Allsvenskan cuando su equipo, IFK Göteborg, fue coronado Campeón de Suecia en 1990.

## Carrera como jugador
Eskelinen jugó para Västra Frölunda IF, IFK Göteborg, SK Brann, Djurgårdens IF, Hammarby IF y FC Café Opera durante una carrera que abarcó entre 1987 y 2002. Fue el máximo goleador de la Allsvenskan en 1990. Representó a los equipos Suecia U17, U19 y U21 un total combinado de 27 veces, anotando 11 goles.

## Vida personal
Es de ascendencia finlandesa. Su hijo William también es futbolista.

## Honores
IFK Göteborg
- Campeón de Suecia: 1990, 1991
- Svenska Cupen: 1991

Individual
- Máximo goleador de la Allsvenskan: 1990